# Troyes-2 (tổng)
Tổng Troyes-2 là một tổng của Pháp nằm ở tỉnh Aube trong vùng Grand Est.
Tổng này được tổ chức xung quanh Troyes ở quận Troyes. 

## Hành chính
| Giai đoạn | Ủy viên         | Đảng | Tư cách |
| --------- | --------------- | ---- | ------- |
| 2004-2010 | Claude Bertrand | UMP  |         |

## Các đơn vị hành chính
| Xã                     | Dân số     | Mã bưu chính | Mã insee |
| ---------------------- | ---------- | ------------ | -------- |
| Creney-près-Troyes     | 1 421      | 10150        | 10115    |
| Lavau                  | 472        | 10150        | 10191    |
| Mergey                 | 605        | 10600        | 10230    |
| Pont-Sainte-Marie      | 4 936      | 10150        | 10297    |
| Saint-Benoît-sur-Seine | 401        | 10180        | 10336    |
| Sainte-Maure           | 1 211      | 10150        | 10352    |
| Troyes                 | 60 958 (1) | 10000        | 10387    |
| Vailly                 | 247        | 10150        | 10391    |
| Villacerf              | 421        | 10600        | 10409    |

(1) một phần xã.

## Thông tin nhân khẩu
| 1962                                                     | 1968 | 1975 | 1982  | 1990  | 1999  |
| -------------------------------------------------------- | ---- | ---- | ----- | ----- | ----- |
| -                                                        | -    | -    | 9 639 | 9 701 | 9 714 |
| Nombre retenu à partir de 1962 : dân số không tính trùng |      |      |       |       |       |